# Futari no Yakusoku
«Futari no Yakusoku» (二人の約束?) fue el tercer sencillo del grupo musical "Eclipse" de la serie Basquash! lanzado al mercado el día 19 de agosto del año 2009.

## Detalles
Este fue el octavo sencillo de la cantante y seiyū japonesa Megumi Nakajima, y el último del grupo Eclipse integrado por: Citron = Megumi Nakajima como la líder del grupo, Rouge = Haruka Tomatsu y Violette = Saori Hayami.
Se presentan las canciones Futari no Yakusoku , usada como segunda canción de cierre los capítulos 13 a 23 y 25-26 y la canción Hoshi Watari interpretada solo por Megumi (Citron), utilizada como canción de cierre en el capítulo 24, cuando Dan y sus amigos viajan a la luna con el poder de las ruinas de la leyenda que se activaron con esta canción.
Los arreglos el primer track fueron hechos por Yoshihiro Kusano y los del segundo por Conisch.
Lista de canciones (PCCG-70054)

| N.º   | Título                             | Letras      | Música       | Vocalistas                                               | Duración |  |
| 1.    | «Futari no Yakusoku (二人の約束?)» | Megumi Sena | Miki Fujisue | Eclipse (Megumi Nakajima, Haruka Tomatsu y Saori Hayami) | 5:01     |  |
| 2.    | «Hoshi Watari (ホシワタリ?)»       | Megumi Sena | Miki Fujisue | Citron starring Nakajima Megumi                          | 4:53     |  |
| 3.    | «Futari no Yakusoku (off vocal)»   |             | Miki Fujisue |                                                          | 5:01     |  |
| 4.    | «Hoshi Watari (off vocal)»         |             | Miki Fujisue |                                                          | 4:49     |  |
| 19:44 |                                    |             |              |                                                          |          |  |